# Artajona
Artajona (en basc no oficial: Artaxoa) és un municipi navarrès situat a 31 km de la capital Pamplona.
Al nucli de la població s'hi aixeca un recinte emmurallat anomenat Cerco de Artajona (segle xii) amb nou torres (de les catorze que tenia originalment) i l'església fortificada de Sant Saturní, edifici gòtic del segle xiii.